# Alonso Crespo García de la Pinilla
Alonso Crespo (Zamora, 1671 – Zamora, 22 de julio de 1722) fue un maestro y escritor español, autor de diversas relaciones o diarios de especial interés para conocer la vida en la ciudad de Zamora y en su provincia a largo del siglo XVIII.

## Biografía
Hijo de un ministro de la Catedral de Zamora y casado con Teresa Acevedo, a finales de siglo la pareja vivió en Morales del Vino, donde nació su hijo Benito Manuel. En 1700 la pareja vuelve a residir en Zamora para cubrir una vacante de maestro, cargo que ya desempeñaría hasta su muerte. Fiel a la causa borbónica durante la Guerra de Sucesión, la pareja tuvo al menos dos hijos más, Alonso, nacido en 1706, y Narciso. En 1713 el Cabildo Municipal lo nombra Alguacil Mayor de la Cruzada. Murió en la pobreza el 22 de julio de 1722.

## Obras
Crespo es autor de diversas obras poéticas y teatrales, pero es por su faceta de cronista por la que es recordado en la actualidad.

## Fiestas por el nacimiento de un Príncipe
La gran obra de Crespo fue el Puntual Diario de las Fiestas que la Muy Noble y Leal Ciudad de Zamora celebró en obsequio del Iris de la Paz de España, el Serenísimo Príncipe, Señor Nuestro Luis Primero, publicado en Zamora en 1707.
- Datos: Q5692020